# 클라이드 볼머
클라이드 프레더릭 볼머(Clyde Frederick Vollmer, 1921년 9월 24일 ~ 2006년 10월 2일)는 미국의 전 프로 야구 선수로, 메이저 리그 베이스볼(MLB)에서 외야수로 뛰었다. 통산 10시즌 동안 신시내티 레즈, 워싱턴 세너터스, 보스턴 레드삭스 등지에서 뛰었다. 보스턴에서 뛰었던 1951년 시즌에 뜨거운 타격감으로 "더치 더 클러치"(Dutch the Clutch)라는 별명을 갖게 되었다. 우투우타였으며, 185 cm (6 피트 1 인치)와 84 kg (185 파운드)의 신체 조건을 가졌었다.